# 설량계

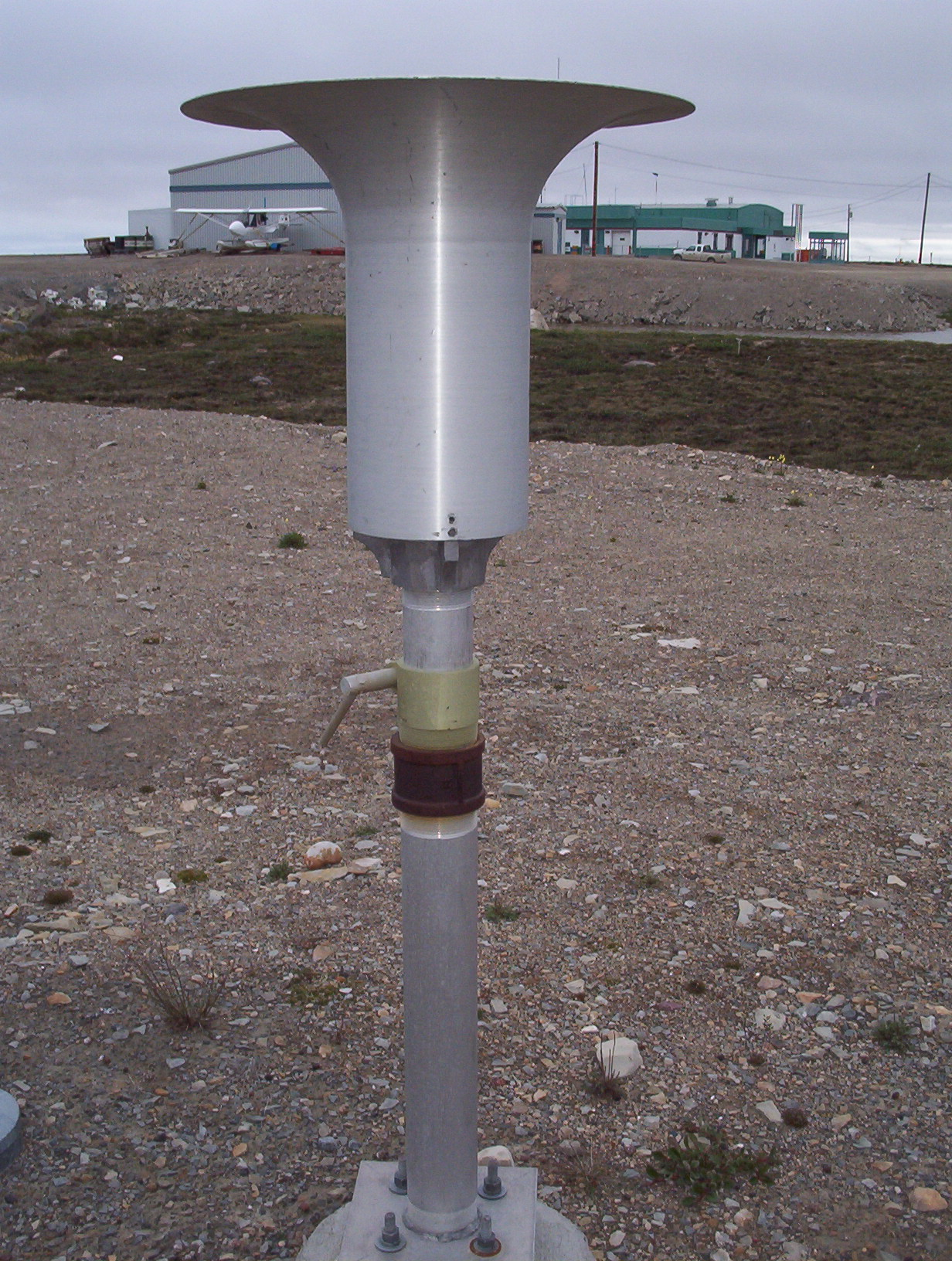
설량계

설량계(雪量計) 또는 적설량계는 일정한 장소에 일정한 기간에 걸쳐 내린 눈의 깊이를 측정하기 위한 기구이다. 적설량계는 기상학자와 수문학자가 일정 기간 동안 고체 강수량(강우량계로 측정하는 액체 강수량과 반대)을 수집하고 측정하는 데 사용하는 도구 유형이다.

## 역사
적설량계가 최초로 사용된 것은 1247년 남송시대에 기상자료를 수집하기 위해 널리 사용되었던 강수량계였다. 송나라의 수학자이자 발명가인 진구소(秦九韶)는 송의 수학 논문인 수서구장(数书九章)에서 비와 강설 측정값을 수집하는 방법을 기록했다. 이 책에서는 산길과 고지대에 대나무로 만든 대형 원추형 또는 통 모양의 눈 측정기를 사용하는 방법에 대해 설명하고 있으며, 이는 눈 측정에 처음으로 참조된 것으로 추측된다.

## 설명
적설량 측정기는 두 부분으로 구성된다: 구리 집수 용기, 그리고 깔때기 모양의 게이지 자체. 실제 게이지는 옥외 파이프에 장착되며 높이는 약 1.5m(150cm, 59인치, 4피트 11인치)이고, 컨테이너의 길이는 51.5cm(20.3인치, 1피트 8.3인치)이다.